# Pietro Linari
Pietro Linari (Rifredi, 15 oktober 1896 - Florence, 1 januari 1972) was een Italiaans wielrenner.

## Belangrijkste overwinningen
1922
- 6e etappe Ronde van Italië

1924
- Milaan-San Remo
- Ronde van Emilië

1925
- 1e etappe Ronde van Italië

1926
- Zesdaagse van New York

1927
- Zesdaagse van Stuttgart

## Resultaten in voornaamste wedstrijden
| Jaar | Milaan-San Remo | Parijs-Roubaix | Ronde van Lombardije |
| ---- | --------------- | -------------- | -------------------- |
| 1921 |                 |                | 23e                  |
| 1922 | 8e              |                |                      |
| 1923 |                 |                | Zilver               |
| 1924 | ↑               |                | Brons                |
| 1925 | ↑               | 4e             |                      |

- Bibliothèque nationale de France: cb17045850x (data)
- International Standard Name Identifier: 0000 0004 5961 375X
- Virtual International Authority File: 35146574875238150767